# Doria

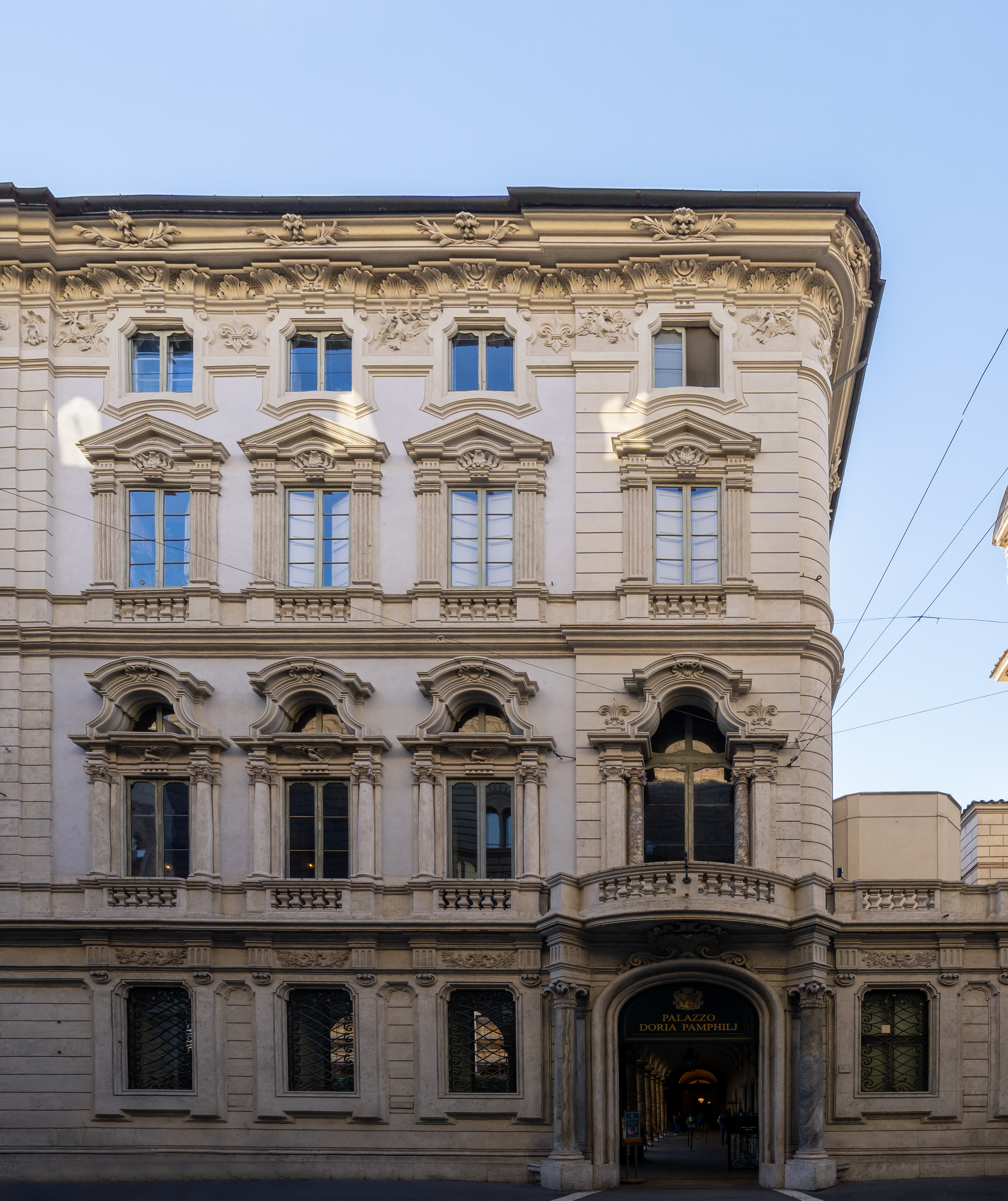
Vleugel van Pallazzo Doria aan de via del Plebiscito

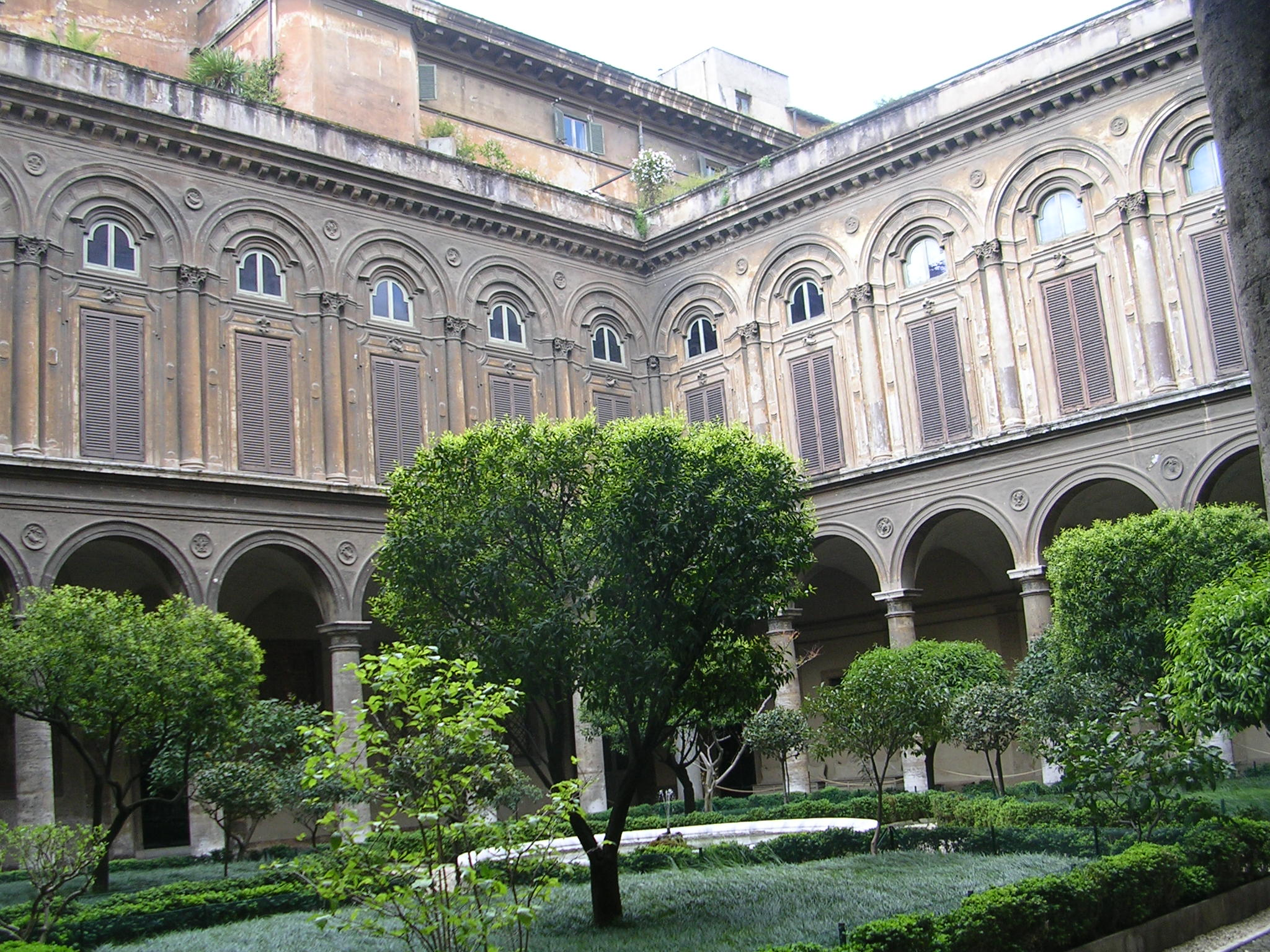
De binnentuin van het palazzo

Doria oftewel D'Oria (ook: Doria-Pamphilj-Landi) is een oude, uit Genua afkomstige prinselijke familie, tegenwoordig bekend vanwege de collecties van de Galleria Doria Pamphilj.

## Geschiedenis
De familie heeft zijn oorsprong in Genua waar rond Anduino graaf van Narbonne trouwde met Oria della Vorte; hun zonen namen de naam van hun moeder aan, eerst als D'Oria, later Doria.
Vanaf 1531 werden leden van het geslacht verheven tot prins, nadat Keizer Karel V verleende aan de Genuese admiraal Andrea Doria de titel prins van Melfi en de bijhorende heerlijkheid Melfi. 
In 1760 erfden zij verschillende heerlijkheden van de laatste telg van de familie Pamphilj waarna een tak de naam Doria-Pamphilj aannam. In 1760 werd de familie ook verheven in de rijksvorstenstand.
De familie bewoonde zowel de Villa als het Palazzo Doria-Pamphilj; in de laatste is de Galleria Doria Pamphilj ondergebracht. De tak Doria-Pamphilj stierf in 1958 in mannelijke lijn uit.

De prins-admiraal Andrea Doria (1466-1560)

## Enkele telgen
- Andrea Doria (Oneglia, 1466 - Genova, 1560), admiraal, prins. Genueseadmiraal en politicus.[2]
- Don Alfonso prins Doria-Pamphilj-Landi (1851-1914)

- Don Filippo prins Doria-Pamphilj-Landi (1886-1958), mecenas en burgemeester van Rome, laatste mannelijke telg van de tak Doria-Pamphilj, stelde in 1932 voor de collectie Doria-Pamphilj de Nederlander Timon Henricus Fokker (1880-1956) aan, later directeur van de Galleria Doria-Pamphilj
  - Donna Orietta Doria-Pamphilj-Landi (1922-2000); trouwde in 1958 met Frank George Wignall Pogson (1923-1998), Brits marineofficier; zij adopteerden twee Britse weeskinderen, een dochter en een zoon, die erfgenamen van het prinselijk erfgoed zijn
- Donna Orietta Doria-Pamphilj-Landi (1887); trouwde in 1906 met Febo graaf Borromeo d'Adda (1871-1945)

1. ↑  (it) DORIA in "Enciclopedia Italiana". www.treccani.it. Geraadpleegd op 24 oktober 2023.
2. 1 2  (it) Dòria, Andrea nell'Enciclopedia Treccani. www.treccani.it. Geraadpleegd op 24 oktober 2023.